# Albert Watson (photographe)
Pour les articles homonymes, voir Albert Watson et Watson.
Albert Watson (né en 1942 à Édimbourg) est un photographe de mode et portraitiste écossais.
Depuis les années 1970, il marque le huitième art par des publicités (Gap, Levi Strauss & Co., Chanel), des affiches de films ou des couvertures de Vogue, Rolling Stone, ou Time. Il met en scène, dans un style caractéristique, les icônes de la mode, du rock, du cinéma. Il réalise par ailleurs, lors de ses voyages, des photographies de paysages également exposées à travers le monde.

## Biographie
Albert Watson a d'abord étudié le design à Dundee, puis l'audiovisuel à Londres où il commença à s'intéresser à la photographie. Il s'installe à Los Angeles en 1970, avant de déménager en 1976 pour New York où son travail est de plus en plus réclamé.
Il réalise encore lui-même ses tirages.
Il est, selon Photo District News, parmi les vingt photographes les plus influents du monde (avec Annie Leibovitz, Nan Goldin et Irving Penn, notamment).
Albert Watson est borgne depuis sa naissance.

## Livres
- 1996 : Mad Dog
- 1997 : Cyclops
- 1998 : Maroc
- 2005 : The Vienna album
- 2010 : UFO: Unified Fashion Objectives
- 2010 : Strip Search: Las Vegas, Albert Watson
- 2017 : KAOS, Taschen

## Expositions
- 2024 : Celebrating Silver, exposition collective célébrant la beauté et l'impact des tirages obtenus grâce au support de la gélatine argentique, avec des photographies, entre autres, de Richard Avedon, Irving Penn, Don McCullin, Hiro, Horst P. Horst, Jeanloup Sieff, Helmut Newton, Robert Mapplethorpe, Daido Moriyama, Herb Ritts, Albert Watson, Hamiltons Gallery, Londres, du 7 février au 9 mars 2024 [3],[4]

## Quelques photos célèbres
- La photographie de Kate Moss, nue sur une plage de Marrakech le jour de son 18e anniversaire.
- L'affiche du film Kill Bill.
- Alfred Hitchcock présentant en 1973 une oie déplumée.
- Le portrait de Steve Jobs pour le magazine Fortune, en 2006, reprise pour la biographie best-seller du PDG : Steve Jobs.
- Le portrait de Keith Richards sous des volutes de fumée de cigarette.